# Hans Bernhardt
Ernest Henry Chambers (Leipzig, 28 de gener de 1906 - Amsterdam, 29 de novembre de 1940) va ser un ciclista alemany que es dedicà a la pista. Va prendre part en els Jocs Olímpics, de 1928 a Amsterdam, on guanyà la medalla de bronze en la prova de tàndem, fent parella amb Karl Köther.
Durant la Segona Guerra Mundial, va ser membre de la Wehrmacht i va morir a la mateixa ciutat on havia guanyat la medalla olímpica.

## Palmarès
- 1928
  -  Medalla de bronze als Jocs Olímpics d'Amsterdam en tàndem
  -  Campió d'Alemanya amateur en Velocitat